# La Poterie-au-Perche

La Poterie-au-Perche este o comună în departamentul Orne, Franța. În 1 ianuarie 2018 avea o populație de 136 de locuitori.